# Кастеле (Вар)
Кастле (фр. Castellet) насеље је и општина у Француској у региону Прованса-Алпи-Азурна обала, у департману Вар која припада префектури Тулон.
По подацима из 2011. године у општини је живело 4022 становника, а густина насељености је износила 89,84 становника/km². Општина се простире на површини од 44,77 km². Налази се на средњој надморској висини од 300 метара (максималној 503 m, а минималној 21 m).

## Демографија
| 1962. | 1968. | 1975. | 1982. | 1990. | 1999. | 2011. |
| ----- | ----- | ----- | ----- | ----- | ----- | ----- |
| 1.222 | 1.229 | 2.048 | 2.332 | 3.084 | 3.799 | 4.022 |

График промене броја становника у току последњих година